# قرار مجلس الأمن التابع للأمم المتحدة رقم 1085
قرار مجلس الأمن التابع للأمم المتحدة رقم 1085، المتخذ بالإجماع في 29 تشرين الثاني / نوفمبر 1996، بعد التذكير بالقرار 1063 (1996)، قرر المجلس تمديد ولاية بعثة الأمم المتحدة للدعم في هايتي لفترة مؤقتة حتى 5 كانون الأول / ديسمبر 1996. وقد نوقش بمزيد من التفصيل في القرار 1086 (1996).